# فين البشري
فين البشري (الاسم الحقيقي: فين مارتنز) أو ببساطة فين هو شخصية خيالية في وقت المغامرة نجده غالب الوقت مع أخيه بالتبني جايك الكلب يقومون بمغامراتهم في ارض اوو. مثل صوته بالنسخة العربية المدبلجة داني بستاني في الموسمين الأول والثاني وعبدو حكيم في الموسم الثالث وما بعده.

## المظهر
يرتدي قبعة بيضاء تغطي شعره الطويل جداً الأشقر. لديه بعض الاسنان المفقودة و دائما يلبس قميصاً و سروالا أزرق اللون ويلبس حذاءا أسودا. كما أنه يحمل دوما حقيبة ظهره التي بها أغراضه.

## العمر
فين حالياً عمره 16 سنة كشفت في حلقة الموسم السادس الأخيرة. كان عمر فين 12 سنة والإنسان الوحيد المتوقع في أرض أوو.

## روابط خارجية
- فين البشري على موقع ميوزك برينز (الإنجليزية)